# Patrimoni reial
El patrimoni reial era el conjunt de béns, drets i rendes provinents de diverses localitats o viles de Catalunya, i també a la resta de països de la Corona d'Aragó, que eren de titularitat del rei.
Incloïa rendes provinents de feus reials, de terres i de viles, lleudes, drets derivats de l'administració de justícia, censos sobre forns, carnisseries i escrivanies, drets sobre béns vacants, etc. Incloïa, per tant, drets d'origen fiscal i jurisdiccional i altres drets d'origen senyorial. Era administrat pel batlle general de Catalunya, ofici reglamentat l'any 1347.
Al llarg del segle xiv, una part del patrimoni reial fou alienat, molt sovint amb cartes de gràcia. A la fi d'aquest segle hi hagué una política reial de recuperació del patrimoni, molt sovint, a còpia de ser pagat pels mateixos habitants de les viles.

## El Reial Patrimoni en el Regne de Mallorca
La institució més antiga en la gestió del Reial Patrimoni va ser el batle. Jaume II de Mallorca, en el marc de la seva política reformista, va introduir la figura de la Procuració Reial, dirigida per dos procuradors, notaris de professió, que substituïren el batle. Amb la reincorporació a la Corona d'Aragó els procuradors es reduïren a un i la Procuració Reial va adquirir la seva forma definitiva, que culminà en el segle xv i la convertí en la institució més important després de la Governació.
El Decret de Nova Planta va deixar al davant del patrimoni reial la figura d'un intendent. En el segle xix, en temps de Ferran VII, es va separar la hisenda pública dels béns patrimonials del rei (1815). El 1865 els béns de la Corona a les Balears estaven reduïts al palau de l'Almudaina i a la muntanya i castell de Bellver.